# 拜耳04利華古遜
拜耳04勒沃库森，位於德國北莱茵-威斯特法伦，萊茵河東岸的勒沃库森的体育俱乐部，於1904年7月1日由拜耳公司成立，球會主要分14個部門，包括足球、籃球、排球、手球、箭術、體操、柔道等，其足球部門的職業足球隊現時在德國足球甲级聯賽比賽。

## 球會歷史
1903年11月27日，一名在拜耳化工廠工作的工人寫信給領導層要求支持成立一個體育會，促使勒沃库森於1904年7月1日正式成立，初時名為拜耳04，足球隊在1907年組成，球隊顏色為紅及黑色。其後因體操及足球需要分家，體育會分拆成足球會（SV Bayer 04 Leverkusen）及體操會（TUS 04 Bayer Leverkusen），直到1984年兩會再合併成現在的拜耳04勒沃庫森（TSV Bayer 04 Leverkusen）。
利華古遜自1979年升上德国足球甲级联赛後從未降級，虽然屡屡與冠軍無緣（直至2024年），但仍能名列前茅而獲得歐战的參賽席位。1988年決賽对阵西班牙的西班牙人兩回合累計3-3，要以十二碼定勝負，結果以3-2勝出奪得成立以來最重要的錦標。
在九十年代的德国国内比賽，勒沃库森只在1993年獲得一座德國杯冠軍，而在聯賽則常被讥讽為「二奶命」，常在聯賽早期領先但后继无力，把冠軍奉送給主要對手拜仁慕尼黑或多特蒙德。最經典一戰則是1999-00年球季，利華古遜在聯賽一路领先，本來最後一場踢平即可夺冠。豈料最後一場卻竟然落敗，結果把聯賽冠軍拱手送給了此前一直排名第二的拜仁慕尼黑。
2001/02賽季在帶領下在曾有美好光景，決賽在蘇格蘭咸普頓公園對皇家马德里，却以1-2落敗；同年还獲得德甲及德國盃亞軍。季後主力球員及轉投死敵拜仁慕尼黑，球隊成績也一路下滑，整季在降級邊緣作戰，2003年2月球隊辭退托比慕拿，接手的欠缺經驗，执教7场比赛仅仅获得10分，上任短短八周後便主动辞职。球隊委任克劳斯·奥根塔勒領導救亡，在最後一輪比賽戰勝了其之前任教的紐倫堡才有惊无险的保住了甲级席位。翌季球隊重回正軌，聯賽獲第三位。
2005/06賽季开始阶段成績令人失望，四輪比賽只得一勝，主場0-1負於索菲亞中央陸軍（最終兩回合累計0-2出局），為二十年來最差的開季成績，奥根塔勒被撤職而由前德國国家隊教練出任临时教練，稍後由其國家隊助教出任正式教練。2009-10賽季，勒沃庫森由尤普·海因克斯執教。在這個賽季球隊穩定性大增，取得了上半程不敗的戰績，獲得了俱樂部史上第二個半程冠軍。
2021年5月，瑞士籍主教练赫拉尔多·塞瓦内被任命为球队下赛季的主教练。塞瓦内在2021/2022赛季带领球队取得德甲第三名的好成绩，并因此进入欧冠联赛小组赛。然而在接下来的2022/2023赛季伊始，勒沃库森在德国杯第一轮中便客场以3:4负于德丙球队艾禾斯堡。在接下来的头八轮德甲比赛中，勒沃库森仅取得一胜两平五负的战绩，共5个积分，跌入降级区。在欧冠小组赛中，球队虽在主场战胜了西甲的马德里竞技，然而在客场分别负于比利时球队布鲁日和葡超球队波尔图，出线形势亦一片黯淡。2022年10月5日，勒沃库森俱乐部宣布塞瓦内下课，与此同时，曾先后在利物浦，皇家马德里和拜仁慕尼黑效力过的退役球员西班牙傳奇中場哈維·阿隆索被任命為主教練，回歸德甲。阿隆索在上任的第一场比赛中就带领勒沃库森在主场以4:0战胜在当赛季深陷保级泥潭的沙尔克04。但球队在之后的10月份的比赛中依旧一胜难求，在接下来的5场德甲和欧冠比赛中仅取得两场平局。然而球队在进入11月后状态开始回升，11月的三场德甲全胜，并在欧冠中客场战平布鲁日，得以晋级当赛季欧联杯。由于当年国际足联世界杯在12月份举办，因此欧洲各大联赛提早进入休赛期，球队也因此获得了较长的调整时间。在下半赛季开始后，勒沃库森成绩亦稳中有升，在德甲比赛中在主场2:1力克班霸拜仁慕尼黑。与此同时，球队也在欧联杯中先后淘汰法甲球队摩纳哥,匈牙利球队弗伦茨瓦罗斯和比利时球队圣吉罗斯，从而进入4强。然而在欧联杯半决赛中，球队不敌由穆里尼奥带队的罗马队。赛季结束时，最终球队排名德甲第6，保留了继续参加下赛季欧联杯的机会。在夏季转会期，球队引入多位强援。球队从先前在欧联杯中淘汰的对手圣吉罗斯阵中买入尼日利亚籍前锋維克多·博尼法斯（2050万欧元），以1500万欧元从阿森纳引入中场球员格蘭尼特·扎卡，以1000万从门兴引入约纳斯·霍夫曼，以2330万从南安普顿引入內森·泰拉，从拜仁慕尼黑租借后卫斯塔尼希奇，以及免费从本菲卡引进左边路球员格里馬爾多。在离队球员方面，主力边路飞翼迪亚比以5500万欧元转会至阿斯顿维拉。

### 2023/2024年：一騎絕塵，終結冠軍荒
勒沃库森本季取得了历史性的突破和荣誉，無論是德甲、德國盃或是歐霸盃都未嘗敗績（連續52場不敗）。球队在多场比赛的最后阶段进球绝平或绝杀更是令球迷印象深刻。
在德甲联赛中，勒沃庫森在主場3-0大勝拜仁慕尼黑後迅速拉開分差，並在第29輪主場5-0戰勝文達不來梅，提前5轮锁定德甲冠軍，是球會成立近120年來首座聯賽冠軍。同時，更打破拜仁慕尼黑11年來的聯賽壟斷。此外，球队也成为德甲自1963年成立以来的第13支获得冠军的球队。本賽季最後勒沃庫森獲得了28勝6平0負的成績，是德甲有史以來第一支全季不敗奪冠的球隊。
在德国盃，勒沃库森亦进入决赛，對手為德乙球隊凱沙羅頓。決賽中勒沃庫森忘卻歐霸盃大敗的傷痛，在因奧迪倫·科索努紅牌罰下10人應戰下，以格蘭尼特·扎卡進球1:0力壓德乙凱沙羅頓封王，連同德甲成為本土雙料冠軍，為隊史以來首次雙冠王。另外，時隔31年再次贏得德國盃冠軍。
欧霸盃方面，球队在小组赛6战6胜全取18分晋级16强。在16强的比赛中，球队再次遇到小组赛对手，来自阿塞拜疆的卡拉巴赫。球队在首回合客场2:2战平，次回合主场0:2落后的情况下连追三球。其中替补上场的帕特里克·希克在93和97分钟连入两球，扳平并反超比分。不過勒沃庫森最終在欧霸杯决赛中0-3輸給亚特兰大，連續51场不败的纪录被終結。球隊同时也创下了1935年以來欧洲球隊连续不败的纪录。

### 2024/2025年：联赛不败神话终结
2024年8月31日，在德甲联赛中2比3负于RB莱比锡，联赛不败神话随之终结。2025年2月23日，勒沃库森2-0击败荷尔斯泰因基尔，創下连续28个德甲客场保持不败並打破德甲記錄。
2025年4月1日，在德国杯半决赛中1比2爆冷输给德丙球队比勒费尔德。

## 歷史球衣
| 德甲2014-2015賽季主場 | 德甲2014-2015賽季客場 |

## 主場球場
在1958年揭幕，原本拜耳公司以前主席命名為哈勃蘭體育場（Ulrich-Haberland-Stadion），當時只可容納20,000人。1963年慶祝拜耳公司成立百年而加設汛光燈，而從1986年開始逐步改建為一座現代化足球場，首先加裝透明蓋頂，直到1997年南看台落成，全座席的觀眾容量增加到22,500名。1998年更名為拜耳競技場，而附設的酒店（Lindner Hotel BayArena）在1999年啟用，提供酒店、會議及餐飲服務。2009年，拜耳球場再次進行了擴建，新的拜耳球場可容納30,000人觀看比賽。也因此導致勒沃庫森在2008-09賽季德甲聯賽下半程暫時到杜塞爾道夫的LTU競技場进行比賽.
勒沃庫森市原本申請競逐2006年世界杯主辦城市，但最後市政府、拜耳利華古遜足球會及德國世界杯筹委會一致认为将球場擴建成符合國際足聯規定的能容纳40,000名球迷是不切實際的，勒沃庫森市决定放棄申辦。

## 球員（2025-26球季）
1. 粗體字為新加盟球員（青年隊提升不計）。
2. 者為傷患球員。
3. 国籍图标根据国际足联的参赛资格定义。但球员可能会持有多于一个非国际足联定义的国籍。
4. 名单来源： （页面存档备份，存于）
5. 2025年夏季轉會窗（英语：List of German football transfers summer 2025）：6月1日至10日，6月16日至9月1日[6]。

### 現役球員
| 號碼  | 國籍       | 球員                                  | 位置     | 年齡  | 加盟年份 | 前屬球會        | 轉會費      |
| 门 将 | 门 将      | 门 将                                 | 门 将    | 门 将 | 门 将    | 门 将           | 门 将       |
| ----- | ---------- | ------------------------------------- | -------- | ----- | -------- | --------------- | ----------- |
| 26    | 荷兰       | （Mark Flekken）                      | 門將     | 32    | 2025     | 布伦特福德      | 1,000萬歐元 |
| 36    | 德国       | （Niklas Lomb）                       | 门将     | 32    | 2012     | 青年隊          | 不適用      |
| 後 衛 |            |                                       |          |       |          |                 |             |
| 3     | 厄瓜多尔   | （Piero Hincapié）                    | 中堅     | 23    | 2021     | 泰拿尼斯        | 635萬歐元   |
| 4     | 英格兰     | （Jarell Quansah）                    | 中堅     | 22    | 2025     | 利物浦          | 3,500萬歐元 |
| 12    | 布吉納法索 | （Edmond Tapsoba）                    | 中堅     | 26    | 2020     | 甘馬雷斯        | 1,800萬歐元 |
| 13    | 巴西       | （Arthur）                            | 右閘     | 22    | 2023     | 阿美利加        | 700萬歐元   |
| 16    | 法國       | 阿克塞尔·塔普（Axel Tape）            | 中堅     | 18    | 2025     | 巴黎圣日耳曼U23 | 自由轉會    |
| 20    | 西班牙     | （Álex Grimaldo）                     | 左閘     | 29    | 2023     | 本菲卡          | 自由轉會    |
| 44    | 法國       | 杰努尔·比洛施安（Jeanuël Belocian）           | 中堅     | 20    | 2024     | 雷恩            | 1,500萬歐元 |
| 中 场 |            |                                       |          |       |          |                 |             |
| 7     | 德国       | （Jonas Hofmann）                     | 進攻中場 | 33    | 2023     | 慕遜加柏        | 1,000萬歐元 |
| 8     | 德国       | （Robert Andrich）                    | 防守中場 | 30    | 2021     | 柏林聯盟        | 650萬歐元   |
| 10    | 德国       | （Malik Tillman）                     | 進攻中場 | 23    | 2025     | PSV燕豪芬       | 3,500萬歐元 |
| 11    | 法國       | （Martin Terrier）                    | 左翼     | 28    | 2024     | 雷恩            | 2,000萬歐元 |
| 19    | 奈及利亞   | （Nathan Tella）                      | 右中場   | 26    | 2023     | 南安普顿        | 2,330萬歐元 |
| 21    | 摩洛哥     | （Amine Adli）                        | 左翼     | 25    | 2021     | 圖盧茲          | 1,500萬歐元 |
| 24    | 西班牙     | 阿歷斯·加西亞（Aleix García）         | 正中場   | 28    | 2024     | 基羅納          | 1,800萬歐元 |
| 25    | 阿根廷     | （Exequiel Palacios）                 | 正中場   | 26    | 2020     | 河床            | 1,700萬歐元 |
| 30    | 阿尔及利亚 | 易卜拉欣·马扎（Ibrahim Maza）         | 進攻中場 | 19    | 2025     | 柏林赫塔        | 1,200萬歐元 |
| -     | 阿根廷     | 哥迪奧·艾捷維利（Claudio Echeverri）  | 進攻中場 | 19    | 2025     | 曼城            | 租借        |
| 前 鋒 |            |                                       |          |       |          |                 |             |
| 14    | 捷克       | 帕特里克·希克（Patrik Schick）        | 中鋒     | 29    | 2020     | 羅馬            | 2,650萬歐元 |
| 18    | 阿根廷     | 阿萊霍·薩可（Alejo Sarco）            | 中鋒     | 19    | 2025     | 沙士菲          | 自由轉會    |
| 19    | 荷兰       | 欧内斯特·波库（Ernest Poku）          | 中鋒     | 21    | 2025     | 阿爾克馬爾      | 1,000萬歐元 |
| 22    | 奈及利亞   | （Victor Boniface）                   | 中鋒     | 24    | 2023     | 聖基萊斯        | 2,050萬歐元 |
| 35    | 喀麦隆     | 克里斯蒂安·科法内（Christian Kofane） | 中鋒     | 19    | 2025     | 阿爾巴塞特      | 525萬歐元   |

1. ↑  另浮動條款430萬歐元
2. ↑  另浮動條款200萬歐元

### 外借球員
| 號碼             | 國籍             | 球員                              | 位置             | 年齡             | 加盟年份         | 外借球會         | 外借球季              |
| 2025年夏季轉會窗 | 2025年夏季轉會窗 | 2025年夏季轉會窗                  | 2025年夏季轉會窗 | 2025年夏季轉會窗 | 2025年夏季轉會窗 | 2025年夏季轉會窗 | 2025年夏季轉會窗      |
| ---------------- | ---------------- | --------------------------------- | ---------------- | ---------------- | ---------------- | ---------------- | --------------------- |
| 17               | 捷克             | （Matej Kovar）                   | 门将             | 25               | 2023             | PSV燕豪芬        | 25/26球季             |
| 18               | 比利时           | （Noah Mbamba）                   | 中場             | 20               | 2023             | 丹達EH           | 24/25下半季 25/26球季 |
| —                | 德国             | （Tim Oermann）                   | 中場             | 21               | 2025             | 格拉茲風暴       | 25/26球季             |
| —                | 塞内加尔         | 阿卜杜拉耶·法耶（Abdoulaye Faye） | 中堅             | 20               | 2025             | 洛里昂           | 25/26球季             |

### 離隊球員
1. 『*』為先租出一季或半季後售出。

| 號碼             | 國籍             | 球員                        | 位置             | 年齡             | 加盟年份         | 加盟球會         | 轉會費           |
| 2025年夏季轉會窗 | 2025年夏季轉會窗 | 2025年夏季轉會窗            | 2025年夏季轉會窗 | 2025年夏季轉會窗 | 2025年夏季轉會窗 | 2025年夏季轉會窗 | 2025年夏季轉會窗 |
| ---------------- | ---------------- | --------------------------- | ---------------- | ---------------- | ---------------- | ---------------- | ---------------- |
| 1                | 芬兰             | （Lukas Hradecky）          | 门将             | 35               | 2018             | 摩纳哥           | 300萬歐元        |
| 4                | 德国             | （Jonathan Tah）            | 中堅             | 29               | 2015             | 拜仁慕尼黑       | 80萬歐元         |
| 5                | 西班牙           | （Mario Hermoso）           | 中堅／左閘       | 30               | 2025             | 羅馬             | 租租歸還         |
| 6                | 科特迪瓦         | 奧迪隆·科蘇努（Odilon Kossounou） | 中堅             | 24               | 2021             | 亞特蘭大         | 2,000萬歐元*     |
| 10               | 德国             | （Florian Wirtz）           | 進攻中場         | 22               | 2020             | 利物浦           | 1.25億歐元       |
| 16               | 阿根廷           | （Emiliano Buendía）        | 進攻中場         | 28               | 2025             | 阿士東維拉       | 租借歸還         |
| 23               | 法國             | （Nordi Mukiele）           | 右閘             | 27               | 2024             | 巴黎圣日耳曼     | 租借歸還         |
| 30               | 荷兰             | （Jeremie Frimpong）        | 右閘             | 24               | 2021             | 利物浦           | 4,000萬歐元      |
| 32               | 哥伦比亚         | （Gustavo Puerta）          | 中場             | 22               | 2023             | 赫尔城           | 350萬歐元*       |
| 34               | 瑞士             | （Granit Xhaka）            | 防守中場         | 32               | 2023             | 新德蘭           | 1,500萬歐元      |

## 球會榮譽
| 荣誉                  | 次数        | 年度           |
| 本 土 聯 賽           | 本 土 聯 賽 | 本 土 聯 賽    |
| --------------------- | ----------- | -------------- |
| 德國足球甲級聯賽 冠軍 | 1           | 2024年         |
| 本 土 盃 賽           |             |                |
| 德國盃 冠軍           | 2           | 1993年、2024年 |
| 德國超級盃 冠軍       | 1           | 2024年         |
| 歐 洲 賽 事           |             |                |
| 歐洲足協盃 冠軍       | 1           | 1988年         |

## 著名球員
- （1999年—2002年，2010年-2012年）
- （1990年—2003年）
- （1999年—2009年）
- （1999年—2004年）
- （1995年—2008年）
- （1993年—1996年）
- （1994年—1996年）
- 斯特凡·基斯林（Stefan Kießling，2006年—2018年）
- （1997年—2000年）
- （2001年—2004年）
- （1998年—2002年）
- （2001年—2006年）
- 車範根（Bum-Kun Cha，1983年—1989年）
- 孫興慜（Son Heung-Min，2013年－2015年）
- 卡爾·夏維斯（Kai Havertz，2016年—2020年）
- 格列·沙加（Granit Xhaka，2023年–至今）

## 外部連結
- 勒沃庫森官方网站 （德語、英語和西班牙語）
- 拜耳04利華古遜的新浪微博 （簡體中文）